# Robert Krmelj
Robert Krmelj (ur. 1962) – słoweński dyplomata, ambasador Słowenii w Polsce.
W 1987 ukończył studia politologiczne (kierunek stosunki międzynarodowe) na wydziale nauk społecznych uniwersytetu w Lublanie. W 1991 ukończył studia podyplomowe w Śródziemnomorskiej Akademii Dyplomatycznej na Malcie.
W latach 1993–1997 pracował w ambasadzie Słowenii w Hiszpanii, w latach 1999-2003 był zatrudniony w ambasadzie Słowenii w Kopenhadze, a w latach 2006-2009 w ambasadzie Słowenii w Zagrzebiu. W listopadzie 2009 został tymczasowym ambasadorem Słowenii w Chorwacji. Pozostawał na tym stanowisku do sierpnia 2010, kiedy zastąpił go Vojko Volk.
17 września 2014 złożył list uwierzytelniający i rozpoczął pracę na stanowisku ambasadora Słowenii w Polsce.
W 2018 został odznaczony Krzyżem Komandorskim Orderu Zasługi Rzeczypospolitej Polskiej.